# 市原盛宏

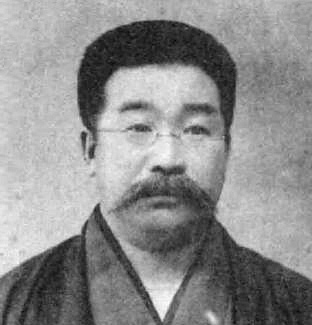
市原盛宏

市原 盛宏（いちはら もりひろ、1858年5月17日（安政5年4月5日） - 大正4年（1915年）10月4日）は日本の銀行家、政治家。横浜市長や朝鮮銀行初代総裁を務めた。

## 経歴
肥後国阿蘇郡宮地（現：熊本県）の阿蘇神社宮司阿蘇家の家臣村上直七の子として生まれる。のち京都府の市原喜平太の養子となる。1879年同志社英学校を卒業後、同志社で教鞭をとる。また市原は新島襄を校内で補佐し、新島の二度の欧米旅行中、校内で社長代理を務めた。学生の指導に関しては新島と市原は好対照で、市原はあくまでも高圧的で、「学生は教師にはだまって服従すべきもの。批判はけしからぬ」と市原が言い放って学生に怒りを買っていた。こうした高姿勢に対して反発を強めたのが、徳富蘇峰である。学生のストが生じるが、新島襄の自責の杖事件でひとまず収拾を見た。
のちに東華学校で教鞭をとる。留学を経て、同志社に復帰した。この間、小崎弘道の社長代理を務めた。1895年、日本銀行に入行。第一銀行横浜支店長、横浜市長を歴任した後、朝鮮銀行初代総裁に就任。現職のまま、京城で死去。葬儀はキリスト教式によって行われた。墓所は雑司ヶ谷霊園。

## 登場作品
- 八重の桜(NHK大河ドラマ) - 2013年、演：永岡佑